# Paralaudakia erythrogaster
Paralaudakia erythrogaster là một loài thằn lằn trong họ Agamidae. Loài này được Nikolsky mô tả khoa học đầu tiên năm 1896.